# Mecranium birimosum
Mecranium birimosum är en tvåhjärtbladig växtart som först beskrevs av Charles Victor Naudin, och fick sitt nu gällande namn av José Jéronimo Triana. Mecranium birimosum ingår i släktet Mecranium och familjen Melastomataceae. Inga underarter finns listade i Catalogue of Life.